# Eliminacje do Mistrzostw Europy w Piłce Nożnej 2012/Grupa A
W grupie A biorą udział następujące zespoły:
- Niemcy
- Turcja
- Austria
- Belgia
- Kazachstan
- Azerbejdżan

## Tabela
| Zespół      | Pkt | M  | W  | R | P | Br+ | Br− | +/− |
| ----------- | --- | -- | -- | - | - | --- | --- | --- |
| Niemcy      | 30  | 10 | 10 | 0 | 0 | 34  | 7   | +27 |
| Turcja      | 17  | 10 | 5  | 2 | 3 | 13  | 11  | +2  |
| Belgia      | 15  | 10 | 4  | 3 | 3 | 21  | 15  | +6  |
| Austria     | 12  | 10 | 3  | 3 | 4 | 16  | 17  | −1  |
| Azerbejdżan | 7   | 10 | 2  | 1 | 7 | 10  | 26  | −14 |
| Kazachstan  | 4   | 10 | 1  | 1 | 8 | 6   | 24  | −18 |

|             | Niemcy | Turcja | Austria | Belgia | Kazachstan | Azerbejdżan |
| ----------- | ------ | ------ | ------- | ------ | ---------- | ----------- |
| Niemcy      | X      | 3:0    | 6:2     | 3:1    | 4:0        | 6:1         |
| Turcja      | 1:3    | X      | 2:0     | 3:2    | 2:1        | 1:0         |
| Austria     | 1:2    | 0:0    | X       | 0:2    | 2:0        | 3:0         |
| Belgia      | 0:1    | 1:1    | 4:4     | X      | 4:1        | 4:1         |
| Kazachstan  | 0:3    | 0:3    | 0:0     | 0:2    | X          | 2:1         |
| Azerbejdżan | 1:3    | 1:0    | 1:4     | 1:1    | 3:2        | X           |

## Wyniki
| 3 września 2010 18:00 | Kazachstan | 0:3(0:2)Raport | Turcja · Turan 24' · Hamit Altıntop 26' · Nihat 76' | Astana Arena, Astana Widzów: 25 000 Sędzia: István Vad |
|                       |            |                |                                                     |                                                        |

| 3 września 2010 20:45 | Belgia | 0:1(0:0)Raport | Niemcy · 51' Klose | Stadion Króla Baudouina I, Bruksela Widzów: 41 126 Sędzia: Terje Hauge |
|                       |        |                |                    |                                                                        |

| 7 września 2010 20:00 | Turcja · Hamit Altıntop 48' · Semih 66' · Turan 78' | 3:2(0:1)Raport | Belgia · Van Buyten 28', 69' | Şükrü Saracoğlu, Stambuł Widzów: 43 538 Sędzia: Damir Skomina |
|                       |                                                     |                |                              |                                                               |

| 7 września 2010 20:30 | Austria · Linz 90+1' · Hoffer 90+2' | 2:0(0:0)Raport | Kazachstan | Red Bull Arena, Salzburg Widzów: 22 500 Sędzia: Marijo Strahonja |
|                       |                                     |                |            |                                                                  |

| 8 października 2010 18:00 | Kazachstan | 0:2(0:0)Raport | Belgia · Ogunjimi 52', 72' | Astana Arena, Astana Widzów: 8500 Sędzia: Marcin Borski |
|                           |            |                |                            |                                                         |

| 8 października 2010 20:30 | Austria · Prödl 3' · Arnautović 53', 90' | 3:0(1:0)Raport | Azerbejdżan | Ernst-Happel-Stadion, Wiedeń Widzów: 26 500 Sędzia: Nicolai Vollquartz |
|                           |                                          |                |             |                                                                        |

| 8 października 2010 20:45 | Niemcy · Klose 43', 86' · Özil 79' | 3:0(1:0)Raport | Turcja | Stadion Olimpijski, Berlin Widzów: 72 244 Sędzia: Howard Webb |
|                           |                                    |                |        |                                                               |

| 12 października 2010 17:00 | Azerbejdżan · Sadıqov 38' | 1:0(1:0)Raport | Turcja | Stadion Tofiqa Bəhramova, Baku Widzów: 29 500 Sędzia: Alexandru Deaconu |
|                            |                           |                |        |                                                                         |

| 12 października 2010 19:00 | Kazachstan | 0:3(0:0)Raport | Niemcy · Klose 48' · Gómez 76' · Podolski 85' | Astana Arena, Astana Widzów: 18 000 Sędzia: Alexandru Dan Tudor |
|                            |            |                |                                               |                                                                 |

| 12 października 2010 20:45 | Belgia · Vossen 10' · Fellaini 47' · Ogunjimi 87' · Lombaerts 90' | 4:4(1:2)Raport | Austria · Schiemer 14', 62' · Arnautović 29' · Harnik 90+3' | Stadion Króla Baudouina I, Bruksela Widzów: 24 231 Sędzia: Mike Dean |
|                            |                                                                   |                |                                                             |                                                                      |

| 25 marca 2011 20:30 | Austria | 0:2(0:1)Raport | Belgia · Witsel 6', 50' | Ernst-Happel-Stadion, Wiedeń Widzów: 45 000 Sędzia: Władisław Bezborodow |
|                     |         |                |                         |                                                                          |

| 26 marca 2011 20:00 | Niemcy · Klose 3', 88' · Müller 25', 43' | 4:0(3:0)Raport | Kazachstan | Fritz-Walter-Stadion, Kaiserslautern Widzów: 47 849 Sędzia: Ałeksandar Stawrew |
|                     |                                          |                |            |                                                                                |

| 29 marca 2011 20:30 | Turcja · Turan 28' · Gönül 78' | 2:0(1:0)Raport | Austria | Fenerbahçe Şükrü Saracoğlu, Stambuł Widzów: 40 420 Sędzia: Pavel Kralovec |
|                     |                                |                |         |                                                                           |

| 29 marca 2011 20:45 | Belgia · Vertonghen 12' · Simons 32' (k) · Chadli 45' · Vossen 74' | 4:1(3:1)Raport | Azerbejdżan · Abışov 16' | Stadion Króla Baudouina I, Bruksela Widzów: 34 985 Sędzia: Daniel Stålhammar |
|                     |                                                                    |                |                          |                                                                              |

| 3 czerwca 2011 19:00 | Kazachstan · Gridin 57', 68' | 2:1(0:0)Raport | Azerbejdżan · Nadirov 63' | Astana Arena, Astana Widzów: 10 000 Sędzia: Euan Norris |
|                      |                              |                |                           |                                                         |

| 3 czerwca 2011 20:35 | Austria · Friedrich 50' (sam.) | 1:2(0:1)Raport | Niemcy · Gómez 44', 90' | Ernst-Happel-Stadion, Wiedeń Widzów: 47 500 Sędzia: Massimo Busacca |
|                      |                                |                |                         |                                                                     |

| 3 czerwca 2011 20:45 | Belgia · Ogunjimi 4' | 1:1(1:1)Raport | Turcja · Burak 22' | Stadion Króla Baudouina I, Bruksela Widzów: 44 185 Sędzia: Nicola Rizzoli |
|                      |                      |                |                    |                                                                           |

| 7 czerwca 2011 19:00 | Azerbejdżan · Hüseynov 89' | 1:3(0:2)Raport | Niemcy · Özil 30' · Gómez 41' · Schurrle 90+3' | Stadion Tofiqa Bəhramova, Baku Widzów: 29 858 Sędzia: Michael Koukoulakis |
|                      |                            |                |                                                |                                                                           |

| 2 września 2011 18:00 | Azerbejdżan · Əliyev 86' | 1:1(0:0)Raport | Belgia · Simons 55' (k) | Stadion Tofiqa Bəhramova, Baku Widzów: 9300 Sędzia: Lee Probert |
|                       |                          |                |                         |                                                                 |

| 2 września 2011 20:00 | Turcja · Yılmaz 31' · Turan 90+7' | 2:1(1:0)Raport | Kazachstan · Konysbajew 55' | Türk Telekom Arena, Stambuł Widzów: 47 756 Sędzia: Clément Turpin |
|                       |                                   |                |                             |                                                                   |

| 2 września 2011 20:45 | Niemcy · Özil 8', 23', 47' · Podolski 28' · Schurrle 84' · Götze 89' | 6:2(3:1)Raport | Austria · Arnautović 42' · Harnik 51' | Veltins-Arena, Gelsenkirchen Widzów: 53 313 Sędzia: Paolo Tagliavento |
|                       |                                                                      |                |                                       |                                                                       |

| 6 września 2011 20:30 | Austria | 0:0(0:0)Raport | Turcja | Ernst-Happel-Stadion, Wiedeń Widzów: 47 500 Sędzia: Alberto Undiano Mallenco |
|                       |         |                |        |                                                                              |

| 6 września 2011 17:00 | Azerbejdżan · Əliyev 57' · Şükürov 62' (k) · Cavadov 68' | 3:2(0:1)Raport | Kazachstan · Ostapenko 20' · Jewstign'1iejew 78' | Stadion Tofiqa Bəhramova, Baku Widzów: 9112 Sędzia: Anders Hermansen |
|                       |                                                          |                |                                                  |                                                                      |

| 7 października 2011 18:00 | Azerbejdżan · Nadirov 74' | 1:4(0:1)Raport | Austria · Ivanschitz 34' · Janko 52', 62' · Junuzović 90' | Dalğa Arena, Mərdəkan Widzów: 6000 Sędzia: Stephan Studer |
|                           |                           |                |                                                           |                                                           |

| 7 października 2011 20:30 | Turcja · Hakan 79' | 1:3(0:1)Raport | Niemcy · Gómez 35' · Müller 66' · Schweinsteiger 86' (k) | Türk Telekom Arena, Stambuł Widzów: 49 532 Sędzia: Martin Atkinson |
|                           |                    |                |                                                          |                                                                    |

| 7 października 2011 20:45 | Belgia · Simons 40' (k) · Hazard 43' · Kompany 49' · Ogunjimi 84' | 4:1(2:0)Raport | Kazachstan · Nurdauletov 86' (k) | Stadion Króla Baudouina I, Bruksela Widzów: 29 758 Sędzia: Milorad Mažić |
|                           |                                                                   |                |                                  |                                                                          |

| 11 października 2011 19:00 | Kazachstan | 0:0(0:0)Raport | Austria | Astana Arena, Astana Widzów: 11 000 Sędzia: Hannes Kaasik |
|                            |            |                |         |                                                           |

| 11 października 2011 19:00 | Niemcy · Özil 30' · Schürrle 33' · Gómez 48' | 3:1(2:0)Raport | Belgia · Fellaini 86' | ESPRIT arena, Düsseldorf Widzów: 48 483 Sędzia: Svein Oddvar Moen |
|                            |                                              |                |                       |                                                                   |

| 11 października 2011 19:00 | Turcja · Burak 60' | 1:0(0:0)Raport | Azerbejdżan | Türk Telekom Arena, Stambuł Widzów: 32 174 Sędzia: Peter Rasmussen |
|                            |                    |                |             |                                                                    |